# Wezwanie (religia)
Wezwanie – odwołanie się do patrona danego kościoła lub parafii (np. kościół pod wezwaniem św. Jana).
Dotyczy również odwołania się do nazwy czy symbolu będących przedmiotem szczególnej czci religijnej (np. parafia pod wezwaniem Świętego Krzyża, kościół pod wezwaniem Miłosierdzia Bożego).
Warto jednak podkreślić, że sformułowanie (przykładowe) „kościół pod wezwaniem św. Jana” lub „kościół pw. św. Jana” to kolokwializm. Według prawa kościelnego świątynie rzymskokatolickie noszą tytuły, a ewangelicko-augsburskie imiona. W obu przypadkach w tekstach oficjalnych, naukowych, urzędowych oba terminy pomija się, pisząc krótko „kościół św. Jana”.